# Florian Liegl
Florian Liegl, né le 1er février 1983 à Innsbruck (Tyrol), est un sauteur à ski autrichien.

## Biographie
En 1999 et 2000, il est champion du monde junior par équipes. Aux Championnats du monde junior 2001, il gagne la médaille d'argent par équipes et la médaille de bronze en individuel.
Dans la Coupe du monde, il fait ses débuts en janvier 2000. Il devient membre régulier de l'équipe autrichienne en 2002-2003, montant sur son premier podium à la Tournée des quatre tremplins à Innsbruck (2e), ainsi que sept autres podiums individuels, dont une victoire sur le tremplin de vol à ski de Kulm. Il gagne aussi la compétition par équipes à Oslo cet hiver et achève la saison au cinquième rang au classement général. 2003, voit aussi Liegl participer à ses seuls championnats du monde, à Val di Fiemme, se classant notamment huitième au grand tremplin et cinquième par équipes. 
Il ne conserve pas sa forme durant les saisons suivantes, n'obtenant qu'un podium sur le concours collectif de Lahti en mars 2005 ainsi qu'une médaille d'argent au grand tremplin à l'Universiade d'hiver de 2005 à Innsbruck, derrière Manuel Fettner. Blessé, il ne prend pas part à la saison 2005-2006 après avoir annoncé sa retraite sportive, puis retourne en 2006-2007, où son meilleur résultat est une victoire à la compétition par équipes à Universiade de Turin. À l'issue de cette saison, Liegl se retire définitivement de la compétition de haut niveau.
Il devient ensuite membre du groupe de rock Superpersuitmode, qui sort son premier album en 2011. Liegl reste impliqué dans le saut à ski tout de même, devenant entraîneur à Innsbruck, puis co-entraîneur de l'équipe nationale autrichienne en 2014 avec Florian Schabereiter.

## Palmarès

### Championnats du monde
| Épreuve / Édition | Val di Fiemme 2003 |
| Petit tremplin    | 25e                |
| Grand tremplin    | 8e                 |
| Par équipes       | 5e                 |

### Coupe du monde
- Meilleur classement général : 5e en 2003.
- 8 podiums individuels : 1 victoire, 5 deuxièmes places et 2 troisièmes places.
- 3 podiums par équipes : 1 victoire et 2 troisièmes places.

#### Victoires individuelles
| Année | Lieu            |
| 2003  | Kulm (Autriche) |

#### Classements en Coupe du monde
| Année     | Classement général final |
| 2002-2003 | 5e                       |
| 2003-2004 | 40e                      |
| 2004-2005 | 31e                      |
| 2006-2007 | 88e                      |

### Championnats du monde junior
- Médaille d'or par équipes en 1999 à Saalfelden.
- Médaille d'or par équipes en 2000 à Strbske Pleso.
- Médaille d'argent par équipes en 2001 à Karpacz.
- Médaille de bronze en individuel en 2001.

### Universiades
- Médaille d'or par équipes en 2007 à Turin.
- Médaille d'argent en

individuel en 2005 à Innsbruck.

### Festival olympique de la jeunesse européenne
- Médaille d'or par équipes en 1999 à Poprad.

### Coupe continentale
- 1 podium.